# توميلو نهالبو
توميلو نهالبو (بالإنجليزية: Tumelo Nhlapo)‏ هو لاعب كرة قدم جنوب أفريقي.

## وصلات خارجية
- توميلو نهالبو على موقع قاعدة بيانات كرة القدم.إي يو (الإنجليزية)
- توميلو نهالبو على موقع Soccerway.com (الإنجليزية)